# 레오노레 서곡 1번
레오노레 서곡 1번, 작품번호 138은 루트비히 판 베토벤에 의해 쓰여진 작품으로, 오페라 "피델리오"를 위해 작곡한 네 개의 서곡 중 하나이다.

## 개요
베토벤의 생전에는 연주되지 않았고, 베토벤 사후 1년 가까이 지난 1828년 2월 7일에 빈에서 베른하르트 롬베르크의 지휘로 초연되었다. 출판은 그 전후에 행해진 유품 경매에서 악보를 낙찰받은 토비아스 하슬링거에 의해, 초연으로부터 4년 후인 1832년에 행해지고 있다. 이 출간 때 표지에 "오페라 '레오노레'를 위해 1805년에 작곡된 것"이라고 적힌 것과 후술하는 "작곡 동기설" 때문에 레오노레 서곡 1번으로 불리게 되었다.
- 베토벤의 유일한 오페라 "피델리오"는 당초 "레오노레"라는 제목으로 1805년 11월 20일에 초연이 되었으나 이는 실패로 끝났다. 전3막에서 제1막이 비정상적으로 길었던 점과 대본의 치졸함 등이 원인이 되었다. 이어 베토벤은 1806년 3월에 제2막의 판의 개정 후 초연에 들어갔으며, 이 2막 판은 일단 성공을 거두었다. 그러나 1813년부터 세 차례에 걸쳐 대본을 포함한 개정이 시도 되었고, 곡목도 "피델리오"로 변경되면서 1814년 5월 23일에 빈의 케른트너토르 극장에서 초연, 마침내 큰 성공과 갈채를 받았다. 이 과정에서 서곡도 1번과, 초고를 위한 "레오노레 서곡 2번", 제2원고를 위한 "레오노레 서곡 3번", 최종의 원고를 위한 "피델리오 서곡" 등 네 개나 작곡이 되었다. 1번은 작곡 연대에서 1805년설과 1807년설이 있다. 1805년 설은 "1805년에 작곡되었지만 베토벤 자신은 물론 후원자도 내용이 너무 가볍다고 느꼈고, 완성된 것에 만족하지 않았다"라고 하는 안톤 쉰들러에 의한 설명을 전거로 하고 있고, 1807년 설은 "1807년에 프라하에서의 상연이 계획되었을 때 작곡된 것 이었으나 최종적으로 이 계획은 실현되지 않았다"라고 하는 이그나츠 폰 사이프리트와 구스타프 노테봄 등에 의한 설명을 전거로 하고 있다. 두 개의 설 중 어느 것이 옳은지를 확인하는 방법은 불분명하다. 하스링거가 낙찰한 악보 중 제1바이올린 파트 보에는 베토벤 자신의 붓에 의한 것으로 추정되는 성격적 서곡이라는 기술은 있으나 "피델리오"("레오노레")와 직접 연관 지을 수 있는 기술은 없다.

## 악기 편성
- 목관악기 : 두 개의 플루트, 두 개의 오보에, 두 개의 클라리넷, 두 개의 바순
- 금관악기 : 네 개의 호른, 두 개의 트럼펫, 두 개의 트럼펫
- 기타 : 팀파니, 현악 합주단

## 악곡 구성
다장조, 서주를 갖는 변칙적인 소나타 형식, 연주시간은 10분 정도이다.
- 제1익장 안단테 콘 모토 (다장조)
- 제2악장 알레그로 콘 브리오 (다장조)
- 제3악장 아다지오, 마 논 트로포 (내림마장조)
- 제4악장 템포 I (다장조)

4/4 박자, 세세한 서주에 이어 2/2박자, 알레그로 콘 브리오의 주부로 들어가며, 부점 리듬을 강조한 쾌활한 첫 번째 주제에 이어 완만한 두 번째 주제가 이어진다. 전개부에는 오페라 중의 아리아 "인생의 봄날에"(2번과 3번에서도 이용됨)를 바탕으로 한 3/4 박자, 내림마장조의 아다지오가 놓여진다. 틀대로의 재현부와 첫 번째 주제를 다룬 코다가 이어지고, 일단 약해진 후에 주화음 강주가 반복된 뒤 강한 형태로 곡이 맺어진다. 앞서 언급한 바와 같이 악보 자체에 "피델리오"("레오노레")와 직접적으로 연관을 지을 수 있는 기술은 없지만, 아리아를 인용하는 등의 점에서 "피델리오"("레오노레")와는 관련이 없는 작품이라고도 할 수 없는 것 또한 사실이다.

## 같이 보기
- 피델리오를 위한 서곡